# واکاسا نو تسوبونه
واکاسا نو تسوبونه (به ژاپنی: 若狭局 わかさのつぼね) (تولد نامشخص – مرگ ۱۲۰۳) زنی در اوایل دوره کاماکورا بود. همسر دومین شوگون از شوگون‌سالاری کاماکورا میناموتو نو یوری‌ایه بود. پدر او گوکه‌نین هیکی یوشیکازو از خاندان هیکی و مادرش بر اساس گوکانشو دختر میسه یا نو دایویوتوکی (ミセヤノ太夫行時) بود. او مادر فرزند ارشد میناموتو نو یوری‌ایه به نام میناموتو نو ایچیمان و دختر ارشد او به نام تاکه نو گوشو بود.